# Chlorochaeta coryphata
Chlorochaeta coryphata är en fjärilsart som beskrevs av Felder 1875. Chlorochaeta coryphata ingår i släktet Chlorochaeta och familjen mätare. Inga underarter finns listade i Catalogue of Life.